# Octadecanal
L’octadecanal és un compost orgànic de la classe dels aldehids que està constituït per una cadena lineal de devuit carbonis amb un grup carbonil en un dels seus extrems. La seva fórmula molecular és {\displaystyle {\ce {C18H36O}}}. És un component natural de les feromones de diverses espècies animals. S’obté a partir de l'octadecan-1-ol i de l'àcid octadecanoic.

## Estat natural

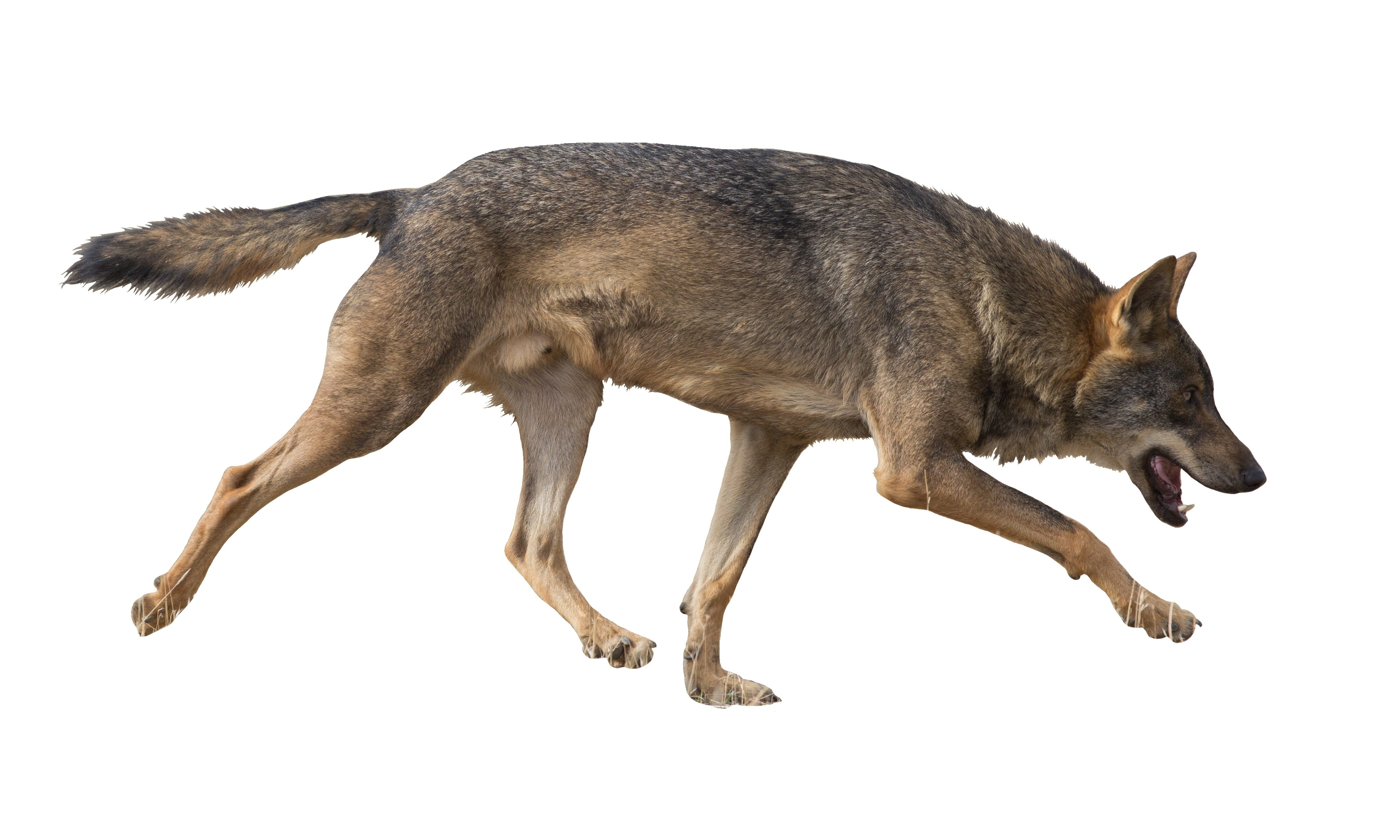
Canis lupus signatus.

S'ha trobat octadecanal a les flors d’algunes plantes (Centaurea thessala ssp. drakiensis i Centaurea zuccariniana). Forma part de les feromones de diversos insectes (Amsacta albistriga, Cacoecimorpha pronubana, Heliconius melpomene, cuc del tabac o Manduca sexta, etc.) i també en la del llop ibèric (Canis lupus signatus).

## Propietats
L’octadecanal a temperatura ambient és sòlid que té un punt de fusió de 38 °C i un d'ebullició de 320–322 °C. És pràcticament insoluble en aigua (0,005031 mg/L).

## Preparació
Com molts altres aldehids, l’octadecanal es prepara per oxidació del corresponent alcohol, en aquest cas l'octadecan-1-ol; o bé per reducció de l'àcid carboxílic adequat, en aquest cas l’àcid octadecanoic o àcid esteàric.